# Call cutta
Call cutta ist ein Theaterprojekt der deutsch-schweizerischen Künstlergruppe Rimini Protokoll aus dem Jahr 2005, angekündigt als „The world’s first Mobile Phone Theatre“ (das weltweit erste Mobiltelefon-Theater).

## Ablauf
Grundprinzip der Aufführung ist, dass der Zuschauer – oder „Theatergänger“ (Rimini Protokoll) – mit dem Darsteller telefoniert und dabei vom Darsteller entlang einer vorgeplanten Strecke durch die Stadt gesteuert wird. Jeder Zuschauer geht allein, die Aufführungen finden nachmittags bis Einbruch der Dunkelheit statt und alle Viertelstunde startet der nächste.
Die Darsteller sitzen in einem Callcenter in Kolkata (früher anglisierend Calcutta) und steuern die so vereinzelten Aufführungen anhand eines Textbuches, das ihnen als digitales Dokument vorliegt. Das Stück verleiht dem Gang durch die Stadt und dem Telefonat, das dabei geführt wird, unterschiedliche Bedeutungsebenen. Es behandelt u. a. die Arbeitsbedingungen der meist sehr jungen indischen Callcenter-Angestellten, die darin trainiert werden, alles, was ihre kulturelle Identität angeht, zu verschleiern und dem Kunden, sei er in Europa oder in den USA, stets den Eindruck zu vermitteln, er spreche mit jemandem, der in seinem Kulturkreis beheimatet ist. Diesem Callcenter-Theater gegenüber stehen die teils tiefgreifenden Gespräche zwischen Darsteller und Theatergänger – über Liebe, Lügen, Lebensziele etc. – und teils solche, die wieder auf das Alltägliche der beiden Gesprächspartner lenken, Gemeinsamkeiten und Unterschiede ausloten. Stark im Vordergrund steht der spielerische Umgang mit der ungewöhnlichen Theatersituation, bei der die Frage, wer Darsteller ist und wer Rezipient, nicht immer klar beantwortet werden kann. Auch steht das telefonische Theater des Callcenters mit all seinen stimmlichen und strategischen Tricks der „Stadt als Bühne“ gegenüber, die durch die Geschichten und Klangzuspielungen via Telefon fiktionalisiert, ihre eindeutige Lesbarkeit verliert.
Die erste Stufe des Projekts im Viertel Hatibagan in Kolkata führte fiktiv entlang einiger Kindheitsorte des Callcenter-Agenten am Telefon und erzählte die Geschichte seines Einstiegs in die Callcenter-Jobmaschine und damit des Beginns der eingeübten Identitätsverschleierung zum Zweck der Kundennähe und beflügelt vom indischen Boom in der Informationsindustrie. Hier lagen die sprichwörtlichen „Welten“ zwischen dem alten und von Modernisierung nicht tangierten Kolkata des Marktviertels Hatibagan und dem Callcenter, das in der seit den 70er Jahren auf trockengelegten See-Flächen entstehenden Trabantenstadt Salt Lake City (Bidhan Nagar) gelegen ist, wo die Firmen der neuen Technologien und ihre leitenden Angestellten ihren Sitz haben.
Der zweite, Berliner Gang, bei dem zwischen Callcenter und Zuschauerkundschaft mehr als 12 Flug- und (während der Aufführungsmonate in der Sommerzeit) 3,5 Zeitzonenstunden lagen, erzählte auch die Geschichte von Subhash Chandra Bose (1897–1945). Er war ein politischer Gegenspieler Mahatma Gandhis, der in den 40er Jahren in Berlin mit Hitler und NS-Außenminister Ribbentrop über ein Engagement des Dritten Reiches bei der Befreiung Indiens von der Hegemonie Englands verhandelt hatte und von Berlin aus aufrührerische Reden an das indische Volk richtete. Die Reden sollten klingen, als wäre er nicht weit weg (wie die Call-Center-Anrufe heute).

## Call Cutta in a Box
2008 entstand eine Neuauflage des Projekts. Der Theatergänger ist allein in einem Büro und telefoniert mit einem der Callcenter-Angestellten. Die Aufführung besteht in einem Gespräch, das zunächst wie ein Bewerbungsgespräch beginnt, bei dem der Zuschauer über private Details befragt wird – Gesundheitszustand, Familienstand, Selbsteinschätzung als Arbeitnehmer, als Mensch – dann nimmt das Gespräch immer mehr einen Verlauf, der von den beiden Gesprächspartnern selbst gestaltet wird. Der Callcenter-Agent strukturiert das Gespräch  mit Hilfe simpler technischer Hilfsmittel, die dadurch, dass er sie aus Indien fernsteuert, eine spezielle Wirkung entfalten: Der Wasserkocher springt an, aus dem Radio kommt indische Musik, aus dem Drucker kommen Bilder, die der Gesprächspartner zuhause fotografiert hat, ein Blatt Papier fällt von der Decke, die Heizung geht an und aus, auf Wunsch geht der Ventilator an und wird die Schreibtischlampe heller oder dunkler geschaltet etc. Im letzten Drittel verändert sich die Kommunikationssituation, statt nur telefonisch können  die Gesprächspartner einander über eine Videoverbindung sehen. Der Zuschauer bekommt in Kameraschwenks u. a. das Callcenter gezeigt, in dem der Gesprächspartner sitzt, die Kollegen, die derzeit mit anderen Theatergängern dasselbe Stück spielen, sowie in der Ferne andere Arbeitsgruppen, die z. B. versuchen, Mobiltelefon-Verträge und Internet-Pakete an Australier zu verkaufen und Krankenzusatzversicherungen in die USA.
Die Aufführungen finden meist in verschiedenen Städten gleichzeitig statt, in denen zwei oder mehr Büros für die Dauer einiger Monate eingerichtet sind.

## Aufführungen
- Call Cutta in Kolkata: Startpunkt STAR THEATRE, Hatibagan – 26. Februar – 30. April 2006 (5 Tage wöchentlich)
- Call Cutta in Berlin: Startpunkt HAU ZWEI, Hebbel am Ufer, Kreuzberg – 2. April – 26. Juni 2006 (4–5 Tage die Woche)
- Call Cutta in a Box: Uraufführung am 2. April 2008 zeitgleich im Willy-Brandt-Haus Berlin, in den Redaktionsräumen des Journals „Cash Daily“ des Schweizer Verlegers Ringier in Zürich und in Geschäftsräumen des Deutschen Gewerkschaftsbunds in Mannheim statt, veranstaltet von Hebbel am Ufer Berlin, Nationaltheater Mannheim und Schauspielhaus Zürich. Weitere Aufführungen fanden überwiegend im Rahmen von internationalen Festivals statt: Im Mai 2008 zeitgleich zwei Büros in Helsinki und sechs in Brüssel, für Juni und Juli jeweils zwei Büros in Wrocław und Dublin, im August sechs Büros in Groningen und erneut zwei in Helsinki. Im Herbst/Winter 2008  Aufführungen in Büros des Oldenburger Rathauses, veranstaltet durch das Oldenburgische Staatstheater, in einer Schriftstellerwohnung in Kopenhagen, in Hotels in Amsterdam (Lloyd Hotel) und Moskau (NET Festival), am Kunstzentrum 104 in Paris, sowie im Nan Jun Paik Center in Seoul. Letzte Stationen waren Januar bis April 2009 Festivals in New York, Manhattan (Under The Radar), Johannesburg (Festival Scénographies Urbaines) und Kapstadt (Africa Center, Festival Infecting The City), sowie im Club Bios in Athen, wo am 4. April 2009 die bislang letzten Aufführungen stattfanden.

## TV
- Call Cutta. Ein Theaterprojekt von „Rimini Protokoll“. Dokumentarfilm von Anjan Dutt, Deutschland, 2007, 50 Min. (Ursendung: ZDF/Theaterkanal Juni 2007).